# 香港2010年3月

## 3月22日
- 香港受到中國北部的沙塵暴影響，導致香港地區的「空氣污染指數」罕有地普遍錄得嚴重水平，環保署自當天凌晨2時發聲明警告後[1]，各區空氣污染指數在4、5時過後由100附近逐步攀升至超過200的嚴重程度，至17時更首次於全部14個監測站的其中7個站錄得最高點的500指數[2][3]；於20時更升至8個[4][註 1]

## 3月18日
- 因涉貪案被停職的電視台總經理陳志雲舉行簡短記者會，未有回應傳媒提問。他表示為免引起混亂，故六天來沒有公開露面，又指傳媒的報道不一定是事實，他最後以「真的假不了，假的真不了」作總結。 香港有線電視新聞[]

## 3月11日
- 電視廣播有限公司爆出開台43年來最大宗員工懷疑集體收受利益事件，五名員工包括電視廣播業務總經理陳志雲等人被廉政公署人員拘捕。[來源請求]

## 3月10日
- 保安局向泰國曼谷發出紅色外遊警示，是該制度設立以來的首次。香港政府新聞公報

## 3月8日
- 長沙灣青山道479號麗昌工廠大廈5樓某針織廠發生四級火警，導致四名進入火場搜救的消防員1死3傷，殉職消防員為47歲的楊俊傑，生前任職荔枝角消防局之消防隊目。[來源請求]

## 3月6日
- 政務司司長唐英年在出席柴灣青年廣場暨青年高峰會開幕禮時，遭一名失業青年從台下扔鞋，尚幸沒有被擊中。[5]
- 「澳門賭王」何鴻燊正式結束其因於去年7月29日在寓所跌傷而住院二百二十天的生活，離開跑馬地養和醫院，並返回其位於淺水灣的寓所繼續休養。[6]

## 3月2日
- 房協推出將軍澳叠翠軒464個剩餘的夾屋單位，建築面積由568至827平方呎，售價由130萬至280萬元，平均呎價約3000元，是市值的77%，申請日期由3月3日至本月22日。[來源請求]
- 發展局將於2011年就中環美利大廈改裝作酒店用途進行招標，主體建築設計及現有樹木會保留。中標者須建公共休憩處，四周的行人通道亦繼續開放，但不會限制酒店內部如何被公眾使用。 [來源請求]
- 一批地區人士與保安局官員商討文錦渡口岸有限度重開的安排。立會議員黃成智表示，當局承諾在上下午繁忙時段容許共12班巴士進出，但居民認為安排不足以應付需要，當局會與粵方磋商，兩周內作回覆。[來源請求]

## 資料來源
1. ↑  . 環保署. 2010-03-22  [2010-03-22]. （原始内容存档于2020-05-14）. （页面存档备份，存于）
2. ↑  環保署網頁公佈17時的數據
3. ↑  污染空前新高指數近500  Archive.today的存檔，存档日期2010-03-25
4. ↑  . 環保署. 2010-03-22  [2010-03-22]. （原始内容存档于2020-05-14）. （页面存档备份，存于）
5. ↑  唐英年遭失業青年擲鞋 的存檔，存档日期2010-03-09.
6. ↑  賭王出院三揮手 風采再現 的存檔，存档日期2010-03-09.

### 備註
1. ↑  實際上有三個站並沒有提供數據

## 過去香港新聞動態存檔
香港新聞動態主頁．香港主題首頁
- 2006年： 1月 2月 3月 4月 5月 6月 7月 8月 9月 10月 11月 12月
- 2007年： 1月 2月 3月 4月 5月 6月 7月 8月 9月 10月 11月 12月
- 2008年： 1月 2月 3月 4月 5月 6月 7月 8月 9月 10月 11月 12月
- 2009年： 1月 2月 3月 4月 5月 6月 7月 8月 9月 10月 11月 12月
- 2010年： 1月 2月 3月